# Espanès
Espanès [ɛspanɛs] (okzitanisch: Espanés) ist eine französische Gemeinde mit 278 Einwohnern (Stand: 1. Januar 2022) im Département Haute-Garonne in der Region Okzitanien (vor 2016 Midi-Pyrénées). Sie gehört zum Arrondissement Toulouse und zum Kanton Escalquens. Die Einwohner werden Espanésiens genannt.

## Geographie
Espanès liegt etwa 18 Kilometer südlich von Toulouse in der Landschaft Lauragais. Umgeben wird Espanès von den Nachbargemeinden Corronsac im Norden, Montbrun-Lauragais im Osten, Issus im Südosten und Süden, Venerque im Süden und Westen, Clermont-le-Fort im Westen und Nordwesten sowie Aureville im Südwesten.

## Bevölkerungsentwicklung
| Jahr                       | 1962 | 1968 | 1975 | 1982 | 1990 | 1999 | 2010 | 2020 |
| Einwohner                  | 110  | 107  | 143  | 215  | 214  | 232  | 262  | 290  |
| Quellen: Cassini und INSEE |      |      |      |      |      |      |      |      |

## Sehenswürdigkeiten
- Kirche Saint-Martin
- zwei Taubentürme
- Schloss Espanès, seit 1969 als Monument historique klassifiziert